# Helen Thomas

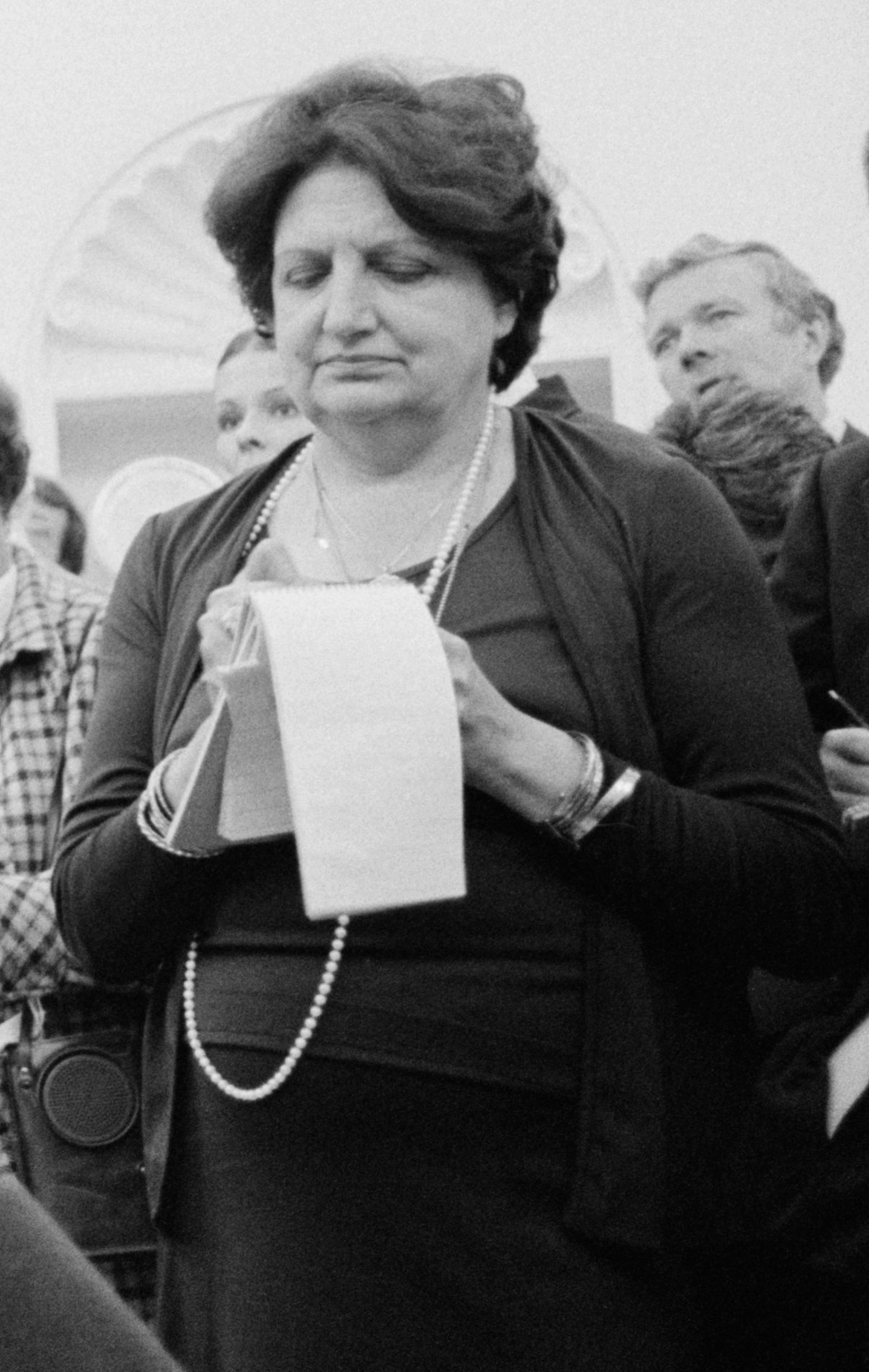
Helen Thomas in 1976 in het Witte Huis.

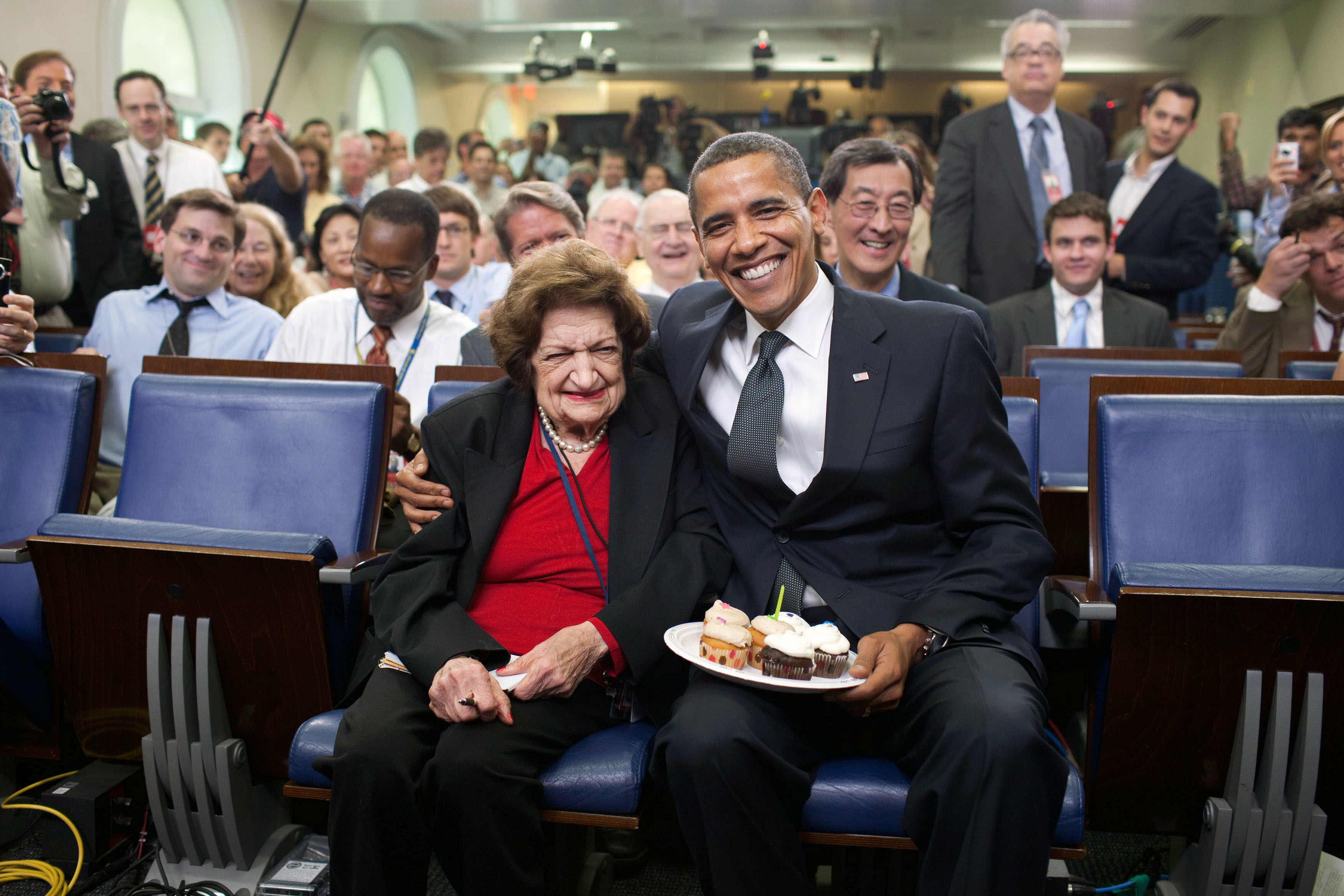
President Barack Obama geeft Thomas cakes op haar 89e verjaardag.

Helen Amelia Thomas (Winchester, Kentucky, 4 augustus 1920 – Washington D.C., 20 juli 2013) was een Amerikaanse journaliste en auteur. Zij werkte vanaf 1943 voor de United Press en na 1958 tot 17 mei 2000 voor diens opvolger United Press International (UPI), eerst als correspondent en later als bureaumanager voor berichtgevingen gerelateerd aan het Witte Huis. Vanaf 2000 tot aan haar gedwongen vertrek in 2010 werkte zij als columniste voor Hearst Newspapers, waarvoor zij schreef over nationale kwesties en opnieuw het Witte Huis.  
Thomas was het eerste vrouwelijke lid en vrouwelijke president van de White House Correspondents' Association en tevens het eerste vrouwelijke lid van de Gridiron Club. Zij schreef zes boeken. Haar laatste, met co-auteur Craig Crawford, heette 'Listen Up, Mr. President: Everything You Always Wanted Your President to Know and Do' (2009). Zij nam op 7 juni 2010 gedwongen afscheid van Hearst Newspapers, na controversiële opmerkingen over Israël, Israëlische Joden en het Israëlisch-Palestijnse conflict. Tijdens haar leven interviewde zij tien Amerikaanse presidenten. 
Thomas werd geboren in een Libanees gezin van immigranten. Haar ouders waren afkomstig uit Tripoli in noordelijk Libanon. Het gezin behoorde kerkelijk tot de Grieks-Orthodoxe Antiocheense gemeenschap. Thuis waren Engels en Arabisch gangbaar.
Haar meeste faam verwierf zij door haar lange staat van dienst als Witte Huis-correspondente. Deze functie bekleedde zij sinds 1960. Thomas sloot lange tijd de persconferenties van de Amerikaanse president af met de woorden "Thank you, Mr. President". Ook mocht zij jarenlang als oudste journalist bij de persconferenties in het Witte Huis op de voorste rij zitten.
Zij nam ontslag bij UPI omdat zij vreesde voor de onafhankelijkheid van het persbureau toen het bedrijf werd overgenomen door News World Communications, dat eigendom is van de Verenigingskerk. 
Op haar 89e verjaardag zong president Barack Obama het verjaardagslied Happy Birthday voor haar, vooraf aan een door hem gegeven reguliere persconferentie. Het was tevens zijn eigen verjaardag. 
Op 7 juni 2010 maakte Thomas haar ontslag bekend bij Hearst Newspapers, na uitspraken over de Joden die volgens haar uit Israël moeten vertrekken omdat het gebied aan de Palestijnen zou toebehoren: "Laat ze als de bliksem uit Palestina opdonderen! (....) Bedenk dat deze mensen bezet zijn, dat het hùn land is. (...) Zíj moeten naar huis gaan, naar Polen, Duitsland, de VS en waar ze ook vandaan komen!" Thomas raakte hierdoor in opspraak. Zij bood haar excuses aan voor de uitspraken, maar voortaan werd zij door het Witte Huis en grote media geweerd.
Thomas overleed na een langdurige ziekte op bijna 93-jarige leeftijd.